# Seiad Valley AVA
Seiad Valley AVA (anerkannt seit dem 29. Juni 1994) ist ein Weinbaugebiet im US-Bundesstaat Kalifornien. Das Gebiet erstreckt sich auf den das Verwaltungsgebiet von Siskiyou County nahe dem Klamath River und der Grenze zum Bundesstaat Oregon.
Das Weinbaugebiet mit geschützter Herkunftsbezeichnung existiert zurzeit nur auf dem Papier. Das Weingut Seaid Valley Vineyards, auf dessen Hinarbeiten das Weinbaugebiet anerkannt wurde, stellte seine Aktivitäten in der Zwischenzeit ein.
Aktuell existieren noch ca. 1,2 Hektar mit der Rebsorte Riesling bestockter Rebfläche, die sich auf einer Höhe von ca. 540 m befinden. Der Boden besteht aus Schwemmland, das durch Abraum früherer Goldminen angereichert wurde. Es sind insbesondere die größeren Gesteinsbrocken des Abraums, die die Tageswärme speichern und die kühlende Wirkung der nächtlichen Luft der umgebenden Berge mildert.